# Saut de la mort
Saut de la mort (Salto mortale) est un roman de Luigi Malerba publié en 1968 aux éditions Bompiani et en français le 1er avril 1970 aux éditions Grasset. Ce roman est récompensé par le tout premier Prix Médicis étranger la même année.

## Éditions
- Saut de la mort, éditions Grasset, 1970,  (ISBN 978-0037028833).
- Saut de la mort, coll. Les Cahiers rouges, éditions Grasset,  (ISBN 978-2246140023).